# Do-The-Undo (album)
Do-The-Undo is de debuutplaat, en enige plaat, van Do-The-Undo. Het album werd uitgebracht in 2007.

## Opnamen
In 2004 kwam er na 13 jaar een einde aan Daryll-Ann. Jelle Paulusma startte in 2006 zijn solocarrière met het album Here we are, dat erg singer-songwritergericht was. Anne Soldaat richtte rond dezelfde tijd een nieuwe band op, onder de naam Do-The-Undo. In deze band zaten, naast Soldaat, bassist Dick Brouwers van Daryll-Ann, drummer Henk Jonkers van Hallo Venray en later ook toetsenist Matthijs van Duijvenbode van Johan. Soldaat was de spil van de band, waar alles om draaide. Hij schreef de nummers en was het gezicht van de band naar buiten. In 2006 speelde de band als voorprogramma van GEM, Solo en Johan en begon de band aan de opnamen van hun debuutplaat. In de Studio Sound Enterprise van Frans Hagenaars werden de drums en bas opgenomen, vervolgens werden de opnames thuis verder afgemaakt. Soldaat nam op alle nummers de leadzang voor zijn rekening.
Op 22 januari 2007 verscheen het album op cd en vinyl bij Excelsior Recordings. De opvallende artwork werd verzorgd door tekenaresse Lotte Klaver. Het album had een aanmerkelijk harder rockgeluid, dan dat men gewend was van Daryll-Ann. Na het verschijnen van de plaat, ging de band op tournee. Bassist Dick Brouwers werd hierbij vervangen door Reyer Zwart, die eerder in meespeelde met Solo. Na het verschijnen van de eerste plaat, werden er al snel plannen gemaakt voor een tweede album. Ferry Roseboom stelde voor dat Soldaat de tweede plaat zou opnemen met Jason Falkner, die eerder werkte met Air, Beck en Paul McCartney. Begin 2009 vertrok Soldaat alleen naar San Francisco en nam daar 10 nummers op met Falkner. Teruggekomen werd besloten de naam Do-The-Undo te laten vallen en de plaat uit te brengen onder Soldaats eigen naam, wat effectief het einde betekende van de band Do-The-Undo.

## Muzikanten
- Anne Soldaat - zang, gitaar
- Dick Brouwers - basgitaar
- Henk Jonkers - drums

### Gastmuzikanten
- Matthijs van Duijvenbode - piano
- Wil Elzinga - lapsteel
- Diederik Nomden - piano
- Markward J. Smit - trompet

## Nummers
1. Son of a gun
2. The concrete floor
3. Two sides
4. Mary
5. Don't ever
6. I know now
7. Shake hands, be polite
8. Take me lord
9. A house is not a home
10. My girl don't mind
11. This man
12. It doesn't matter
13. The heart I had
14. Wildlife
15. Down time

Alle nummers zijn geschreven door Anne Soldaat.